# فینال جام کنفدراسیون‌ها ۲۰۱۷
فینال جام کنفدراسیون‌ها ۲۰۱۷ یک مسابقه فوتبال برای تعیین قهرمان جام کنفدراسیون‌ها ۲۰۱۷، دهمین و آخرین دوره جام کنفدراسیون‌ها، مسابقات فوتبال بین‌المللی مردان که توسط فیفا برگزار می‌شد، بود. این مسابقه در ورزشگاه کرستوفسکی در سن پترزبورگ، روسیه در تاریخ ۲ ژوئیه ۲۰۱۷ برگزار شد و توسط برندگان نیمه‌نهایی، شیلی و آلمان مورد رقابت قرار گرفت.

## مسابقه

### جزئیات
| شیلی | ۰–۱   | آلمان       |
| ---- | ----- | ----------- |
|      | گزارش | اشتیندل ۲۰' |

| شیلی | آلمان |

### آمار
| آمار            | شیلی | آلمان |
| --------------- | ---- | ----- |
| گل زده          | ۰    | ۱     |
| شوت             | ۱۲   | ۵     |
| شوت داخل چارچوب | ۳    | ۲     |
| سیو             | ۱    | ۳     |
| مالکیت توپ      | ۶۳٪  | ۳۷٪   |
| کرنر            | ۳    | ۳     |
| خطا             | ۵    | ۸     |
| آفساید          | ۳    | ۲     |
| کارت زرد        | ۰    | ۰     |
| کارت قرمز       | ۰    | ۰     |

| آمار            | شیلی | آلمان |
| --------------- | ---- | ----- |
| گل زده          | ۰    | ۰     |
| شوت             | ۹    | ۳     |
| شوت داخل چارچوب | ۵    | ۱     |
| سیو             | ۱    | ۵     |
| مالکیت توپ      | ۵۹٪  | ۴۱٪   |
| کرنر            | ۶    | ۱     |
| خطا             | ۸    | ۱۲    |
| آفساید          | ۰    | ۱     |
| کارت زرد        | ۴    | ۳     |
| کارت قرمز       | ۰    | ۰     |

| آمار            | شیلی | آلمان |
| --------------- | ---- | ----- |
| گل زده          | ۰    | ۱     |
| شوت             | ۲۱   | ۸     |
| شوت داخل چارچوب | ۸    | ۳     |
| سیو             | ۲    | ۸     |
| مالکیت توپ      | ۶۱٪  | ۳۹٪   |
| کرنر            | ۹    | ۴     |
| خطا             | ۱۳   | ۲۰    |
| آفساید          | ۳    | ۳     |
| کارت زرد        | ۴    | ۳     |
| کارت قرمز       | ۰    | ۰     |